# Kebu (Musiker)
Sebastian „Kebu“ Teir (* 1977 in Kristinestad, Finnland) ist ein finnischer Keyboarder, Arrangeur, Komponist und Produzent elektronischer Musik.

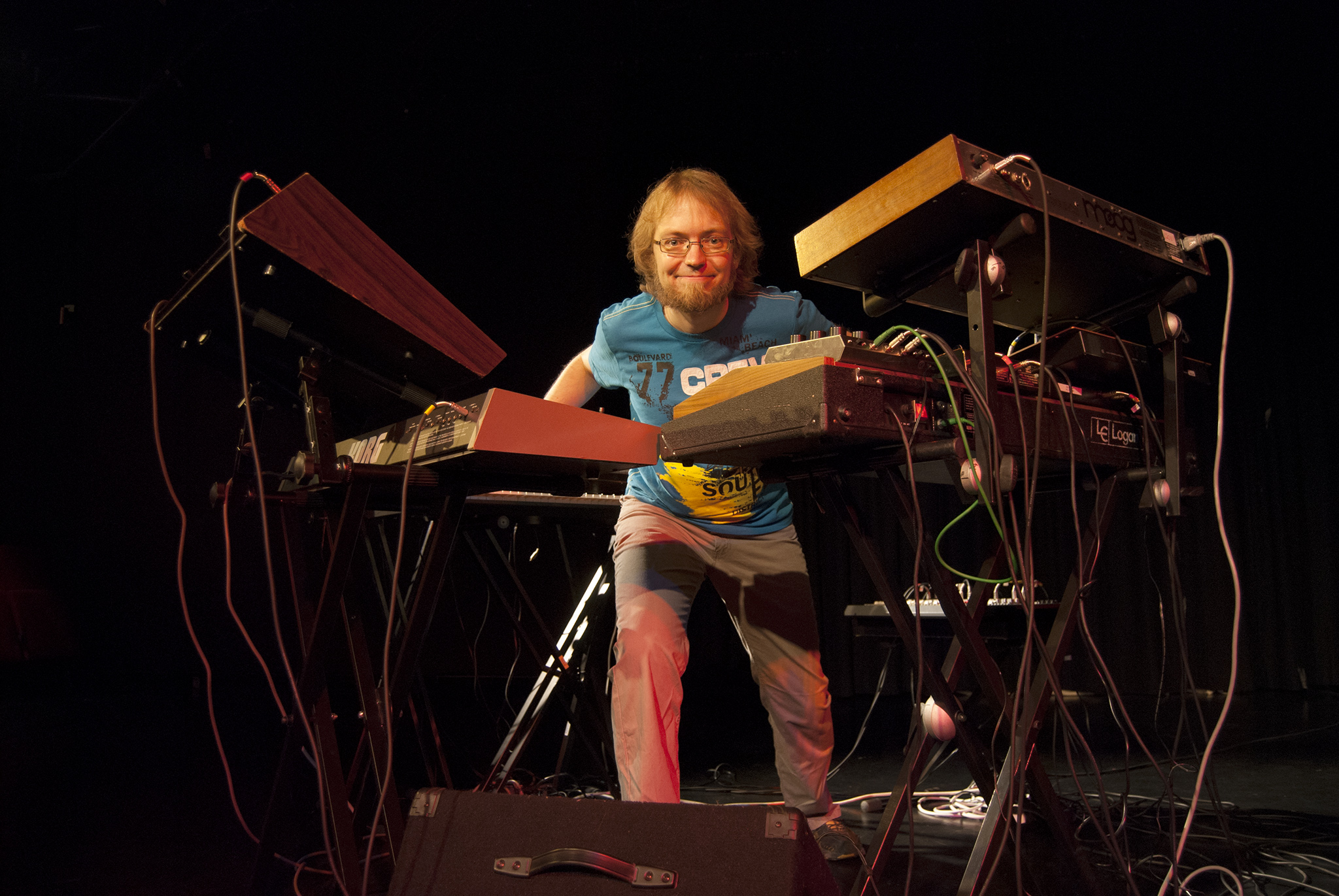
Kebu während des Konzerts

## Musik und YouTube-KanalKebu
Teirs Solo-Musikprojekt als Kebu startete 2010 mit seinem YouTube-Kanal Kebu, der ihn im Laufe der Jahre international bekannt machte. Hier veröffentlichte er Synthesizer-Demotracks und kurze Zeit später auch Coverversionen bekannter Soundtracks, selbst komponierte Songs sowie Mitschnitte seiner Konzerte. Seine rein instrumentale Synthesizer-Musik wurde stark von Genregründern der elektronischen Musik wie Jean-Michel Jarre, Giorgio Moroder, Vangelis, Jan Hammer und Tangerine Dream inspiriert. Seine bekannten Coverversionen von Giorgio Moroders The Chase und einer schnelleren Version von Crockett's Theme aus Miami Vice erreichten bereits über 25 Mio. Aufrufe auf YouTube. Sein erstes Album To Jupiter and Back ist eine Hommage an all diese Künstler, mit deren Musik er aufgewachsen ist. Seit seinem zweiten Album Perplexagon mischt er auch Einflüsse moderner elektronischer Musik wie Trance in seine eigenen Stücke mit ein.
Seine Konzerte spielt er umringt von über 10 Analogsynthesizern ausschließlich live. Er nutzt vorwiegend Geräte der 1970er und 1980er Jahre. Diese werden teilweise durch externe Sequenzer angesteuert, sodass alles live auf der Bühne generiert wird. Samples und Playback nutzt er nicht. Seine Regel Nummer 1: No laptop on stage!
Der Aufbau seines vollständigen Setups dauert vor jedem Auftritt bis zu vier Stunden und die Jahrzehnte alten Instrumente sind sehr empfindlich, sodass Defekte jederzeit auftreten können. Durch die Spannung während seiner Konzerte und sein emotionales, fröhliches Auftreten auf der Bühne hat der Finne insbesondere auf YouTube immens Popularität gewonnen und steht (Stand April 2022) bei 240.000 Abonnenten und über 70 Mio. Videoaufrufen.

## Karriere
Teir begann seine Karriere 2001 in der finnischen Progressive-Rock-Band Prime Mover als Keyboarder, Co-Songwriter, Background-Sänger und Produzent. Nachdem er 1999 als Gast-Keyboarder auf der ersten Single Mr. Zingelmann zu hören war, wurde er mit dem ersten offiziellen Album ein offizielles Mitglied der Band. Im Zeitraum bis 2007 produzierte er mit Prime Mover insgesamt drei Alben: put in perspective (2001) mit englischen Texten, alias Drivkraft (2004) und Imperfekt (2007) mit Texten auf Finnlandschwedisch, der Muttersprache der Bandmitglieder, welche nur in kleinen Teilen Finnlands gesprochen wird.
Die Band spielte eine außergewöhnliche Mischung aus skandinavischem Folk, Krautrock und Progressive Rock und erhielt nach ihrem zweiten Album europaweit gute Kritiken von Webzines, Musikmagazinen wie Babyblaue Prog-Reviews aus Deutschland, sowie einige Interviews in regionalen Zeitungen. Ihre Musik wurde in Finnland, Deutschland und Chile im Radio gespielt und erlangte so erstmals größere Aufmerksamkeit.
Auf allen Alben arbeitete Teir bereits mit analogen Synthesizern aus den 70er und 80er Jahren, die später zu seinem Markenzeichen werden sollten. Außerdem sammelte er Erfahrungen im semi-professionellen Mixen und Produzieren der Alben. Schon zu dieser Zeit trug er den Namen KeBu als Spitznamen und produzierte die Alben unter anderem in seinem privaten KeBu Studio in Espoo.
Aus logistischen Gründen spielte er mit Prime Mover nie Live vor Publikum. Dies sollte sich ab 2007 jedoch mit dem Beitritt in die Band Vinyl Jam ändern. Mit dem finnischen Jazz-Musiker-Kollektiv veröffentlichte er 2008 und 2009 jeweils die Single Test of Wind und das Album Kino, trat in kleineren Clubs auf und war auch hier an der Mischung der zwei Veröffentlichungen beteiligt.
2008 besaß Teir bereits eine fast dreistellige Anzahl an Synthesizern und gründete die Band „Kouzin Bedlam“ gemeinsam mit seinen Cousins Christian und Stefan Nyman. 2009 erstellte die Band einen YouTube-Kanal und der Song Writing erschien unter seiner Mitwirkung auf dem Sampler Unleash The Power – The Finnish Heavy & Metal Compilation.
2010 startete Teir sein Solo-Musikprojekt unter seinem Künstlernamen, mit dem er später internationale Bekanntheit erlangte. Auf seinem YouTube-Kanal Kebu veröffentlichte er selbst komponierte Synthesizer-Demotracks, Coverversionen und selbst komponierte Stücke. Nach einigen Liveauftritten und sehr guter Resonanz auf YouTube produzierte er 2012 schließlich sein Debütalbum To Jupiter And Back. Das Album war ein Erfolg und stieg auf dem 28. Platz in die finnischen Charts ein. Zudem wurde es 2013 für den deutschen Schallwelle Music Award in der Kategorie Best International Album nominiert.
2014 folgte die Maxi-Single Deep Blue und gemeinsam mit seiner Band Kouzin Bedlam das Progressive-Rock-Album Longing for the Incomplete. Außerdem war er im nationalen TV-Programm mit einem Interview und einem kurzen Liveauftritt mit seinem Originalequipment und eigenen Songs zu sehen.
2016 trat er in Norwegen auf und veröffentlichte sein zweites Studioalbum Perplexagon, welches sofort auf Platz 6 der finnischen Charts einstieg. Auch Perplexagon wurde für den Schallwelle Music Award in der Kategorie Best International Album nominiert.
2017 begann er anlässlich der Veröffentlichung des Albums die Perplexagon Tour 2017 und gab über siebzig Konzerte in elf verschiedenen Ländern Europas. Das Abschlusskonzert in Oslo im Dezember 2017 wurde professionell mitgeschnitten und erschien am 10. Mai 2019 sowohl auf CD als auch als Konzert-DVD. Außerdem wurde Kebu erneut für den Schallwelle Award nominiert und gewann diesen als Bester Künstler. Im gleichen Jahr wurde er von seiner Heimatstadt Kristinestad beauftragt, anlässlich der 100 Jahre Unabhängigkeit des finnischen Staates von Russland ein Stück zu komponieren. Am 6. Dezember 2017, genau 100 Jahre nach der Unabhängigkeitserklärung, spielte er das 17 Minuten lange Stück mit Synthesizern, unterstützt von einem Symphonieorchester und Chor, live.
2018 folgte die EP Kring havet – Meren ympärillä, bei der es sich um einen professionellen Mitschnitt dieses Konzerts handelt.
2019 steuerte er für die Wissenschaftssendung Kvanthopp des finnischen staatlichen Radiosenders YLE Vega Titel- und Hintergrundmusik bei. Im Mai 2019 gab er einzelne Konzerte unter anderem in Dresden, Berlin und Hamburg und kehrte im Herbst erneut nach Deutschland zurück, um das Album Live in Oslo zu bewerben.
Nach seinen letzten Konzerten auf dem Tastenfestival in Herdecke sowie in Hannover gab Kebu bekannt, dass er 2020 ein neues Album produzieren werde und es bis 2021 keine Konzerte geben soll. Im Frühjahr 2020 erschien Kebu als Gast-Keyboarder auf dem Album Looking for you von Amberian Dawn.

## Diskografie

### Studioalben
- put in perspective (2001, mit Prime Mover)
- alias Drivkraft (2004, mit Prime Mover)
- Imperfekt (2007, mit Prime Mover)
- To Jupiter and Back (Debütalbum, 2012)
- Longing for the Incomplete (2014, mit Kouzin Bedlam)
- Perplexagon (2016)
- Urban Dreams (2021)

### Singles und EPs
- Deep Blue (Single, 2014)
- Kring Havet – Meren Ympärillä (EP, 2018)